# Chalongphob Sussangkarn
Chalongphob Sussangkarn (Bangkok, 10 de abril de 1950–Bangkok, 23 de agosto de 2024) fue un economista y político tailandés.

## Biografía
Licenciado y doctorado en Economía por la Universidad de Cambridge, trabajó en el desarrollo de distintos proyectos relacionados con la vulnerabilidad económica de las zonas en expansión de Asia. Fue también profesor de la Universidad de California y de Berkeley, además de trabajar para el Banco Mundial.
En 1996 fue nombrado Presidente del Instituto de Investigaciones para el Desarrollo de Tailandia. En marzo de 2007 fue designaco Ministro de Finanzas, en sustitución de Pridiyathorn Devakula, en el gobierno interino de Tailandia presidido por el general Surayud Chulanont tras el golpe de Estado de 2006, cesando en 2008. El Dr. Chalongphob Sussangkarn fue miembro del Comité Asesor del AMRO entre 2011 y 2015, y presidió el Comité en dos ocasiones durante ese período. En 2004, recibió el Premio Nacional al Investigador Destacado en Economía otorgado por el Consejo Nacional de Investigación de Tailandia, en reconocimiento a sus destacadas contribuciones en el ámbito de la política económica.